# 哈里·巴布科克
哈里·巴布科克（英語：Harry Babcock，1890年12月15日—1965年6月5日），美国男子田径运动员，主攻撑杆跳高。他曾代表美国参加1912年夏季奥林匹克运动会田径比赛，获得男子撑杆跳高金牌。